# Александар Чотрић
Александар Чотрић (Лозница, 25. септембар 1966) српски је афористичар, правник и политичар. Чотрић је народни посланик и потпредседник Српског покрета обнове.

## Биографија
Рођен је 25. септембра 1966. године у Лозници. Од 1984. године објављује афоризме у новинама и часописима. Хумористичко-сатиричне приче пише и објављује од 2003. године. Писао је у „Српској речи“ од 1992. до 2005. године сатиричну колумну „Пета колона“.
Његови афоризми, приче и песме превођени су на енглески, пољски, немачки, француски, словеначки, мађарски, румунски, шпански, македонски, руски, албански, словачки, чешки, шведски, бугарски, русински, италијански, португалски, каталонски и арапски језик.
Члан је Удружења књижевника Србије. Припадник је Београдског афористичарског круга и члан је Управног одбора овог удружења. Председник је Скупштине Фонда „Радоје Домановић“. Председник је Републичке асоцијације за неговање тековина Равногорског покрета.
Један од оснивача политичке странке Српски покрет обнове 1990. године. На Сабору странке 2010. године изабран је за потпредседника СПО.
Посланик у Народној Скупштини Републике Србије 1994-1997, 1997-2000, 2004, 2008-2012. Пети мандат почео му је 2012. године у деветом сазиву Скупштине.
Члан Градске владе Београда, задужен за информисање био је од 1997-2000. године. У истом периоду био је и председник Управног одбора Телевизије Студио Б.
Био је шеф делегације Народне скупштине Републике Србије у Интерпарламентарној скупштини православља од 2008-2012. године. Члан ове делегације је од јула 2012. Изабран је у Међународни секретаријат Интерпарламентарне скупштине православља јуна 2012. године. Члан је Одбора за медије и Одбора међународну политику ИСП.
Председник је Одбора за дијаспору и Србе у региону Народне скупштине Републике Србије, од јула 2012. године.
Члан је Међународног фонда јединства православних народа.
Живи и ради у Београду.

## Признања
- „Радоје Домановић“ Удружења књижевника Србије за најбољу књигу афоризама (1993) и за сатиричне приче (2004);
- „Златна кацига“ за афоризме (1994), за причу (2009) и „Витез од Чарапаније - сер Харди“ (2007) Међународног фестивала хумора и сатире у Крушевцу;
- „Драгиша Кашиковић“ „Српске речи“ (1995);
- годишња награда сатиричног листа „Ошишани јеж“ „Браћа Ормаи“ (2003.);
- „Вибова награда“ листа „Политика“ (2003);
- „Јован Хаџи-Костић“ „Вечерњих новости“ (2006);
- награда „Excellence Award” на Међународном фестивалу „Златна јабука“ у Румунији (2007);
- награда за најбољу причу на Фестивалу црногорског хумора, сатире и карикатуре у Даниловграду (2007);
- „Стеван Сремац“ за приче и афоризме (2007, 2008 и 2009);
- „Миливоје Илић“, листа „Данас“ (2006, 2007 и 2008);
- „Чивијада“ – за сатиричну причу у Шапцу (2007);
- прва награда на Фестивалу хумора и сатире „Милован Илић Миминамакс“ у Новом Саду (2008);
- „Златна значка“ Културно-просветне заједнице Србије (2008);
- „Златна плакета“ за афоризме на Фестивалу афоризма и карикатуре у Струмици (Македонија) (2009);
- „Златни беочуг“ Културно-просветне заједнице Београда (2009);
- награда „Ђорђе Фишер“, Секције хумориста и сатиричара Друштва књижевника Војводине (2009);
- Прва награда за афоризам на Међународном фестивалу хумора и сатире „Куцурски клип“ у Куцури, општина Врбас (2009);
- Прва награда за афоризам на Конкурсу у Качареву, општина Панчево (2010);
- Награда за афоризам и причу на Конкурсу хумора и сатире у Мркоњић Граду (2010);
- „Најбољи живи сатиричар у Србији“ (заједно са Александром Баљком), према гласовима писаца хумора и сатире из региона (2010);
- Награда „Носорог првог реда“, међународног часописа за хумор и сатиру „Носорог“ из Бањалуке (2011);
- Награда жирија дечје критике „Доситејево перо“ (2011);
- Награда „Фондације Наџи Наман“ („Naji Naaman“) у Либану (2011);
- Награда Сатиричне позорнице „Жикишон“, Параћин (2011);
- Награда „Алеко“, града Свиштов и часописа „Стршел“ на међународном конкурсу за причу у Бугарској (2012);
- Велика плакета Међународног фестивала хумора и сатире „Бијељина 2012“.